# You Yong
You Yong (尤勇 ; né  le 13 décembre 1963 à Xi'an, dans le Shaanxi) est un acteur chinois.

## Filmographie partielle
- 1992 : Kuang
- 1996 : Taiyang you er de Yim Ho
- 1998 : Long cheng zheng yue
- 1999 : Meng huan tian yuan'
- 2000 : Jinji Pojiang
- 2004 : Breaking News
- 2004 : A World Without Thieves
- 2005 : Les Enfants invisibles
- 2005 : Election
- 2006 : Election 2
- 2007 : Triangle
- 2008 : Les Trois Royaumes